# Дарем (округ)
Округ Дарем (англ. Durham County) располагается в штате Северная Каролина, США. Официально образован в 1881 году. По состоянию на 2012 год, численность населения составляла 279 641 человек.

## География
По данным Бюро переписи США, общая площадь округа равняется 771,821 км2, из которых 751,101 км2 суша и 18,130 км2 или 2,510 % это водоёмы.

## Население
По данным переписи населения 2000 года в округе проживает 223 314 жителей в составе 89 015 домашних хозяйств и 54 032 семей. Плотность населения составляет 297,00 человек на км2. На территории округа насчитывается 95 452 жилых строений, при плотности застройки около 127,00-ми строений на км2. Расовый состав населения: белые — 50,91 %, афроамериканцы — 39,46 %, коренные американцы (индейцы) — 0,30 %, азиаты — 3,29 %, гавайцы — 0,04 %, представители других рас — 4,21 %, представители двух или более рас — 1,80 %. Испаноязычные составляли 7,63 % населения независимо от расы.
В составе 29,10 % из общего числа домашних хозяйств проживают дети в возрасте до 18 лет, 42,00 % домашних хозяйств представляют собой супружеские пары проживающие вместе, 14,80 % домашних хозяйств представляют собой одиноких женщин без супруга, 39,30 % домашних хозяйств не имеют отношения к семьям, 30,00 % домашних хозяйств состоят из одного человека, 7,00 % домашних хозяйств состоят из престарелых (65 лет и старше), проживающих в одиночестве. Средний размер домашних хозяйства составляет 2,40 человека, и средний размер семьи 2,99 человека.
Возрастной состав округа: 22,90 % моложе 18 лет, 12,80 % от 18 до 24, 34,80 % от 25 до 44, 19,80 % от 45 до 64 и 19,80 % от 65 и старше. Средний возраст жителя округа 32 лет. На каждые 100 женщин приходится 93,00 мужчин. На каждые 100 женщин старше 18 лет приходится 89,70 мужчин.
Средний доход на домохозяйство в округе составлял 43 337 USD, на семью — 53 223 USD. Среднестатистический заработок мужчины был 35 939 USD против 30 683 USD для женщины. Доход на душу населения составлял 23 156 USD. Около 9,80 % семей и 13,40 % общего населения находились ниже черты бедности, в том числе — 17,20 % молодежи (тех, кому ещё не исполнилось 18 лет) и 12,30 % тех, кому было уже больше 65 лет.